# Väinö Vähäkallio
Väinö Niilo Vähäkallio (till 1905 Vilander), född 16 juni 1886 i Helsingfors, död där 20 mars 1959, var en finländsk arkitekt.
Vähäkallio bedrev egen arkitektverksamhet 1911–1941 och var generaldirektör vid Byggnadsstyrelsen 1936–1943. Han var en mycket produktiv arkitekt och ritade bland annat ett stort antal monumentala affärshus och offentliga byggnader i Helsingfors. Hans arkitektur uppvisar en utveckling från nyklassicism till funktionalism. Vid sidan av arkitektverksamheten inköpte han 1928 storgodset Nääs i Hyvinge, där han renoverade byggnaderna och utvecklade jordbruket.

## Verk i urval
- Elantos affärs- och fabriksbyggnader i Sörnäs (1917–1924)
- Elantos huvudkontor (1928)
- Georgsgatans simhall (1928)
- J.W. Suominens privatvilla Koskilinna i Nakkila (1928)
- Franzénia i Berghäll (1930)
- Anstalten för yrkenas främjande i Tölö (1932)
- OTK:s förvaltningsbyggnad (1933) i Sörnäs
- Oy Enso-Gutzeit Ab:s fabriks- och bostadsbyggnader i Kaukopää, Imatra (1934–1935)
- Oy Alko Ab:s lager- och kontorshus på Sundholmen (1937–1940, numera Justitiehuset)